# Еланд
Еланд (швед. Öland) — острів у Балтійському морі, біля узбережжя Швеції. Є другим за площею шведським островом після Ґотланда.
Відокремлений від материка протокою Кальмарсунд.
Столиця — Борґгольм.
- Площа 1,342 км².
- Довжина 136 км.
- Найбільшая ширина 16 км.
- Населення 21,2 тис. осіб.

Є чотирисмуговий автомобільний міст на материк шириною 13 метрів та довжиною трохи більше 6 км.
У використанні з 30 вересня 1972 року.